# Peter Van Olmen
Peter Van Olmen (Kortrijk 1963) es un escritor belga.

## Biografía
Peter Van Olmen creció en Deurle, localizado en las afueras de Gante. Durante su juventud vivió durante siete años en una comunidad en Bruselas. Allí conoció distintas personas con diferentes orígenes e historias de vida. En Bruselas escribe su primera historia y es allí donde también la lee a a los niños. Más tarde se marchó a Amberes, donde estudió Ciencias Económicas Aplicadas.
Luego de finalizar sus estudios, Van Olmen se hace docente en asignaturas de sicología y medio ambiente en la Escuela Superior Karel de Grote en Amberes. Mientras tanto se dedica a su pasatiempo favorito: escribir. Es así como siempre mantuvo su fascinación por la literatura, separada de sus actividades profesionales. Odessa y el mundo secreto de los libros es su debut. La segunda parte de esta obra será probablemente publicada en el 2011 y es también probable que escriba una tercera parte.
Al autor le gustaría también escribir una novela para adultos. Desde septiembre empieza a trabajar tiempo parcial como docente, para así tener tiempo suficiente y poder hacer de su pasión su profesión.
En la actualidad el autor vive en Amberes, Bélgica.

## Nominaciones y premios
| Año       | Obra              | Resultado | Premio                                                     | Categoría                                                 |
| --------- | ----------------- | --------- | ---------------------------------------------------------- | --------------------------------------------------------- |
| 2009      | La pequeña Odessa | Ganador   | Premio de Literatura de la Provincia de Flandes Occidental | Obra inédita                                              |
| 2010      | La pequeña Odessa | Ganador   | De Boekenwelp                                              | Mención honorífica                                        |
| 2010      | La pequeña Odessa | Nominado  | Gouden Uil Literatuurprijs                                 | Mejor libro para la Juventud y la Infancia del año pasado |
| 2010      | La pequeña Odessa | Nominado  | Hotze de Roosprijs                                         | Mejor escritor debutante de literatura infantil           |
| 2010-2011 | La pequeña Odessa | Nominado  | Jurado de Jóvenes y Niños de Flandes                       | Mejor libro juvenil categoría 12-14 años                  |